# Emily Tennyson
Pour les articles homonymes, voir Tennyson (homonymie).
Emily Sarah Tennyson (9 juillet 1813 - 10 août 1896) est l'épouse du poète Alfred Tennyson, tout en ayant elle-même un talent littéraire dont elle ne peut faire que discrètement la preuve.

## Biographie
Elle est née Emily Sarah Sellwood à Horncastle dans le Lincolnshire. Son père, avocat, travaille à plusieurs pour la famille Tennyson. Sa mère, qui meurt lorsque Emily a trois ans, appartient à la famille Franklin, et est la sœur de l'explorateur John Franklin, et de Willingham Franklin. Emily fait la connaissance de Alfred Tennyson durant l'enfance, mais ils ne sont pas proches jusqu'au mariage du frère du poète, Charles, avec sa jeune sœur, Louisa, qui est suivi de leur propre mariage en 1850.
Ils ont deux fils, Hallam et Lionel. Emily est une fervente admiratrice de l'œuvre de son mari tout en employant son propre talent à l'écriture de paroles pour des musiques. Après la mort de celui-ci en 1892, Lady Tennyson se consacre à aider son fils pour l'écriture de sa biographie.
Elle est enterrée au All Saints' Church, de Freshwater, sur l'Ile de Wight.